# Canes Venatici (wolk)

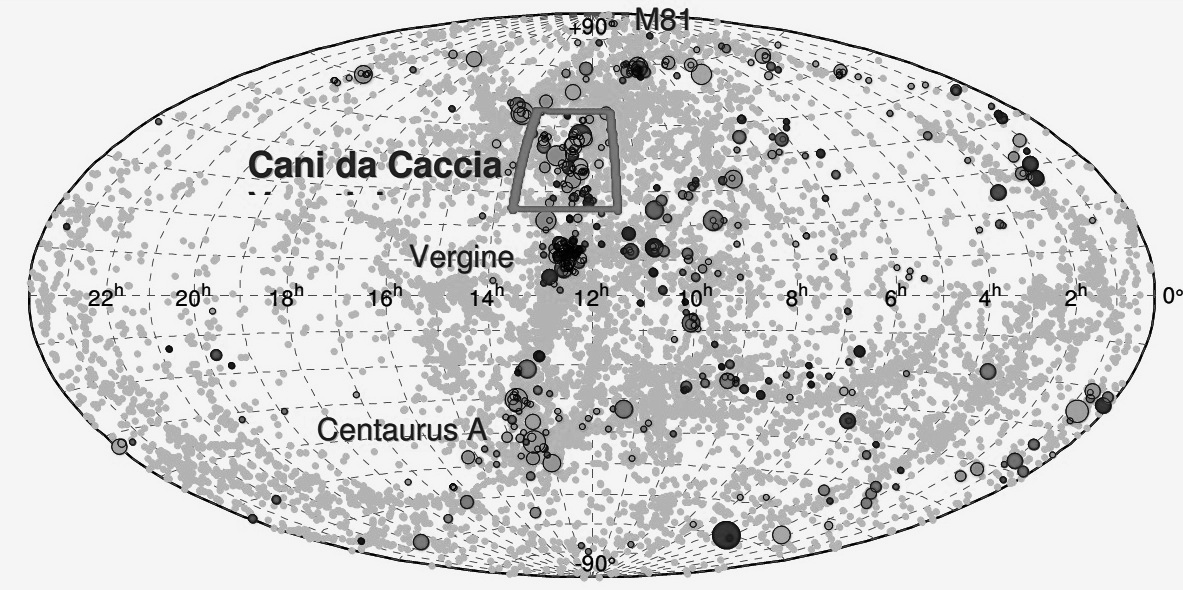
De locatie van de Canes Venatici wolk.

De Canes Venatici Wolk is een deel van de Virgosupercluster waartoe ook de Lokale Groep en dus het Melkwegstelsel behoort. Een wolk van sterrenstelsels is een groep van clusters en een deel van een supercluster.
De volgende groepen maken deel uit van de Canes Venatici Wolk: de Lokale Groep, de Canes Venatici I Groep, de Canes Venatici II Groep, de Sculptor Groep, de M81 Groep, de M101 Groep, en de Coma I Groep.